# Rugby a 15 ai Giochi della VII Olimpiade
Al torneo di rugby XV dei Giochi olimpici estivi 1920 di Anversa presero parte solo le rappresentative di Francia e Stati Uniti.
Nonostante i francesi fossero nettamente favoriti prevalsero gli statunitensi per 8-0.

## Medagliere
| Oro | Argento | Bronzo        |
| Stati Uniti Daniel Carroll Charles Doe George Fish James Fitzpatrick Joseph Hunter Morris Kirksey Charles Mehan John Muldoon John O'Neil John Patrick Cornelius Righter Rudolph Scholz Robert L. Templeton Charles Lee Tilden, Jr. Heaton Wrenn Colby Slater James Winston | Francia Edouard Bader François Borde Adolphe Bousquet Jean Bruneval Alphonse Castex André Chilo René Crabos Curtet Alfred Eluère Jacques Forestier Grenet Maurice Labeyrie Robert Levasseur Pierre Petiteau Raoul Thiercelin Raymond Berrurier Constant Lamaignière Eugène Soulié Robert Thierry | non assegnato |

## Risultato
| Anversa 1920 | Stati Uniti | 8 – 0 | Francia | Stadio Olimpico |